# Škoda Kamiq (Chine)
Ne doit pas être confondu avec Škoda Kamiq (Europe).
Le Škoda Kamiq est un crossover familial présenté par le constructeur automobile Škoda en avril 2018 au Salon automobile de Pékin et destiné au marché local chinois.

## Présentation
Le Kamiq est présenté à Pékin, il est produit et destiné au marché chinois.

## Caractéristiques techniques
Le SUV Škoda est légèrement plus petit que le Karoq local. Il mesure 4,39 m de long, 1,78 m de large et 1,59 m de haut, pour un empattement de 2,61 m, à comparer aux 4,43 m de long du Skoda Karoq chinois et son empattement de 2,69 m. En définitive, le Kamiq est de la taille du Karoq européen (4,38 m). Comme les SUV européens de la marque, il est construit sur la plateforme PQ34, héritée de la Škoda Octavia I et de la Volkswagen Golf IV.

Une version GT au dessin plus acéré est présentée en 2019.

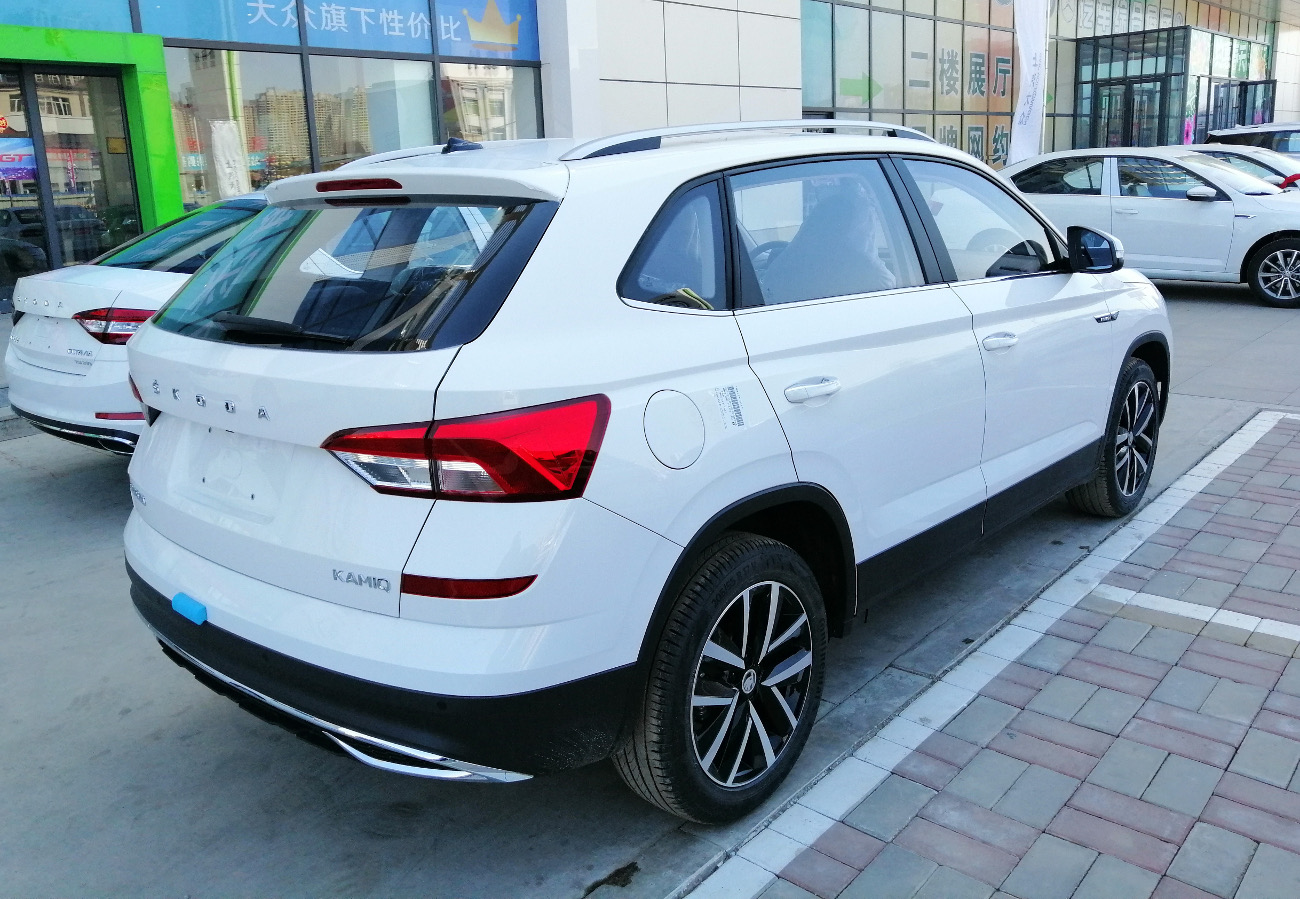
Škoda Kamiq
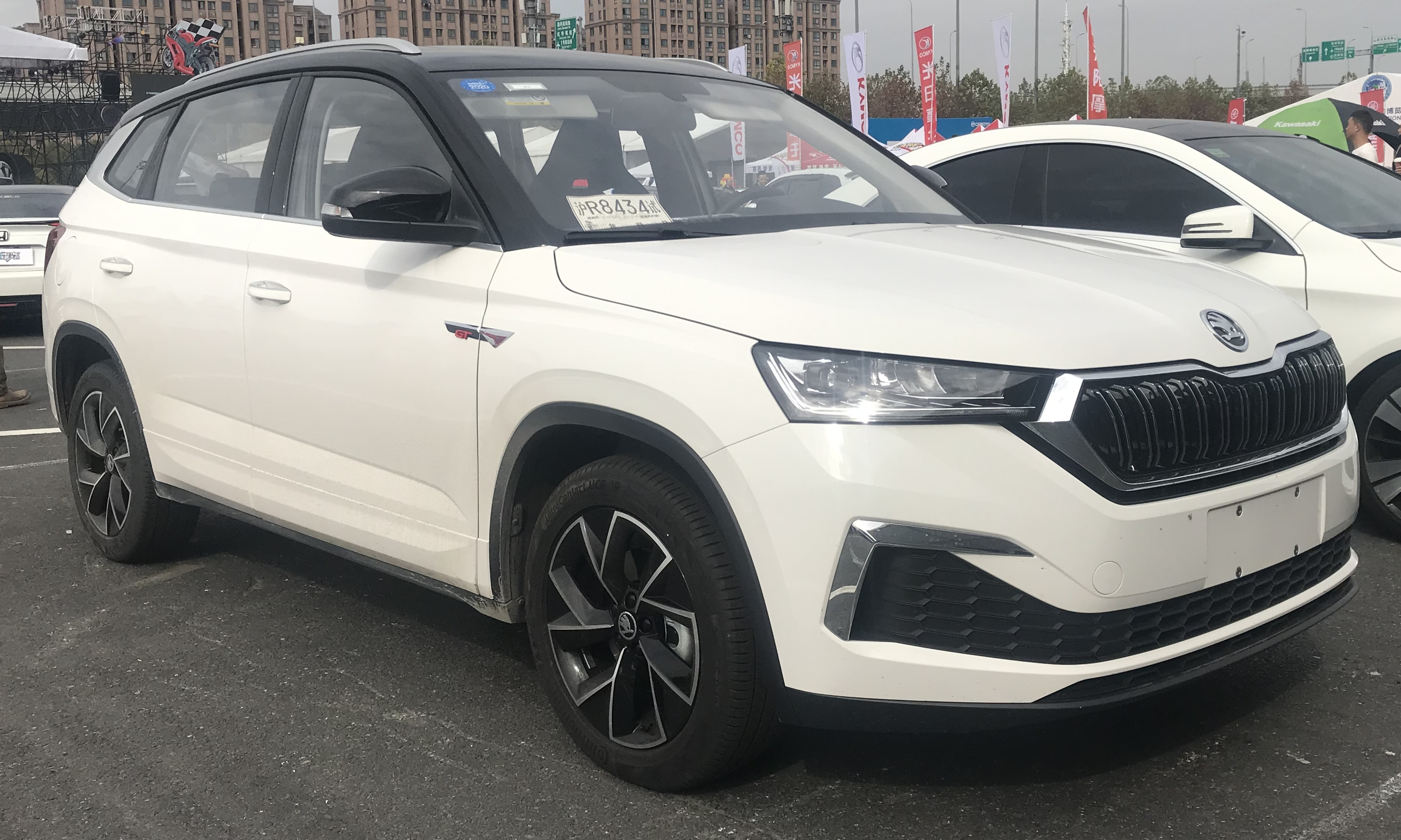
Škoda Kamiq GT
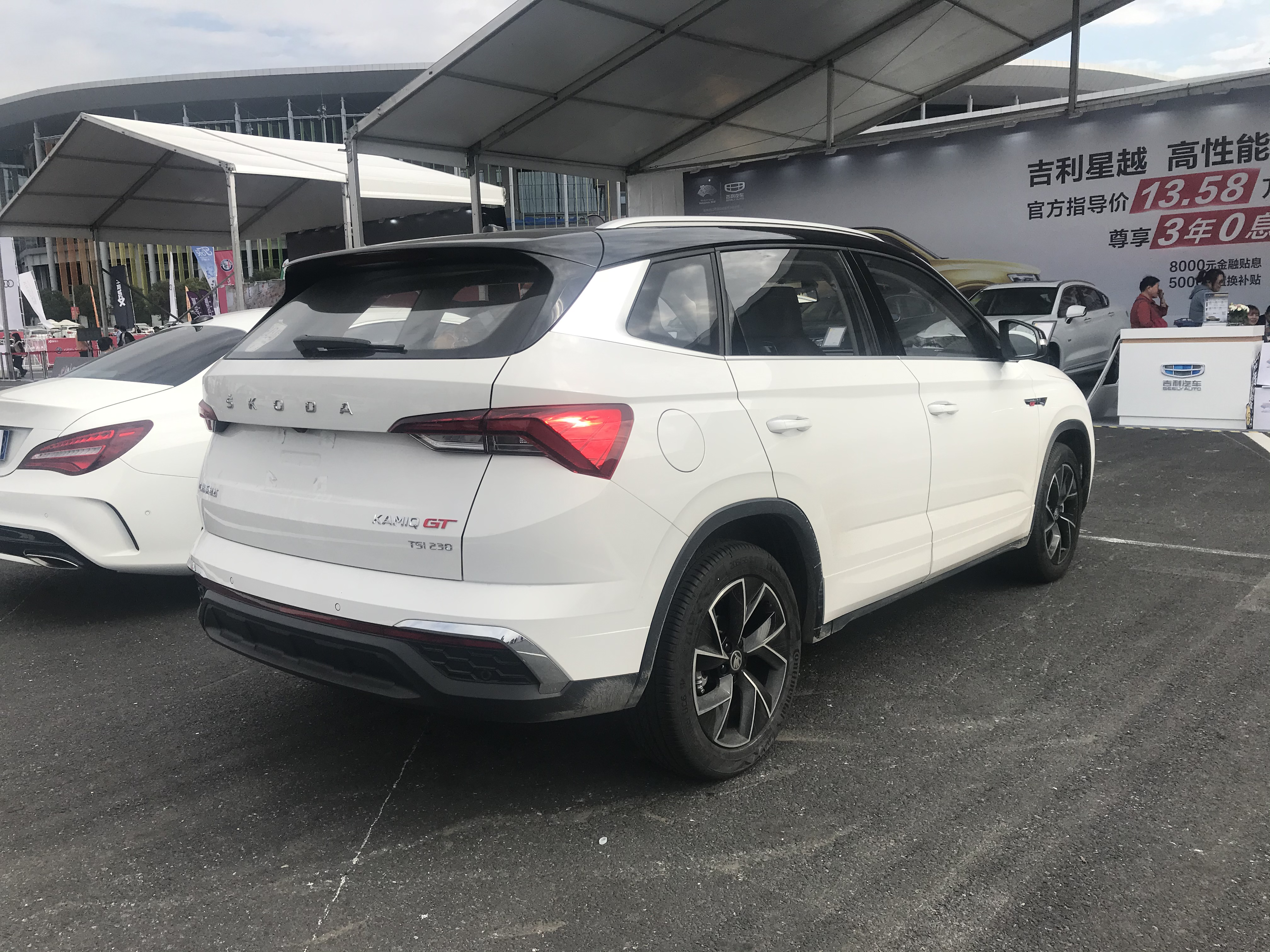
Škoda Kamiq GT